# Brnobići (Kaštelir-Labinci)
Brnobići je naselje u Republici Hrvatskoj, u sastavu Općine Kaštelir-Labinci, Istarska županija. 

## Stanovništvo
Prema popisu stanovništva iz 2001. godine, naselje je imalo 123 stanovnika te 39 obiteljskih kućanstava.

Prema popisu stanovništva 2011. godine naselje je imalo 152 stanovnika.
| broj stanovnika |       |       | 14    | 82    | 111   | 131   |       |       | 126   | 114   | 87    | 73    | 56    | 88    | 123   | 152   | 156   |
|                 | 1857. | 1869. | 1880. | 1890. | 1900. | 1910. | 1921. | 1931. | 1948. | 1953. | 1961. | 1971. | 1981. | 1991. | 2001. | 2011. | 2021. |